# Purpersuikervogel
De purpersuikervogel (Cyanerpes caeruleus) is een vogel uit de familie van de tangaren (Thraupidae). De wetenschappelijke naam van de soort werd in 1758 als Certhia caerulea gepubliceerd door Carl Linnaeus. Hij nam de naam over van George Edwards.

## Veldkenmerken
De purpersuikervogel is 11,5 cm lang, weegt 12 gram en heeft een lange zwarte gekromde bek. Het mannetje is paars met zwarte vleugels, staart en buik en heldergele poten. De vrouwtjes en jongeren hebben een groene bovenkant en een groengestreepte bleekgele onderkant. De keel is kaneelkleurig en de vogel heeft een blauwe snorstreep. Deze vogel eet onder meer kopiebessen.

## Broedgedrag
Het vrouwtje bouwt een klein nest in een boom en legt twee bruin met wit gevlekte eieren.

## Verspreiding en leefgebied
De vogel komt voor in de tropische Nieuwe Wereld van Colombia en Venezuela tot Brazilië en Trinidad.
De vogel leeft in de bossen, maar komt ook op cacao- en citrusplantages voor.
Er worden 5 ondersoorten onderscheiden:
- C. c. caeruleus: centraal Colombia en Venezuela via de Guyana's en het noordelijke deel van Centraal-Brazilië.
- C. c. chocoanus: van oostelijk Panama tot westelijk Ecuador.
- C. c. hellmayri: de Potaro-Siparuni-hooglanden in Guyana.
- C. c. longirostris: Trinidad.
- C. c. microrhynchus: het westelijk en centrale Amazonebekken.